# 阿沼美神社
阿沼美神社（あぬみじんじゃ）は、愛媛県松山市にある神社。『延喜式神名帳』に「伊予国温泉郡 阿沼美神社」として名神大社に列する神社である。現在は味酒町と平田町に論社がある。

## 概要
温泉郡四座の中で唯一の大社であったが、早くに衰微し、その所在はわからなくなっていた。現在は味酒町と平田町に論社があるが、いずれも確証を欠いている。
なお「阿治美神社」と書かれた写本もあり、「アジミ」と訓がつけられている。これは誤記であるという説の一方、「アジミ」は熱水（あつみ）で温泉の意味という説もある。
天保4年（1833年）平田村の三島新宮社前から南北朝時代の「阿沼美宮」の石額が見つかり、翌年、阿沼美神社と改称した。しかし平田村が温泉郡ではなく和気郡に属するところから疑義が出され、温泉郡味酒村の味酒神社との間で論争となった。味酒神社は明治3年（1870年）県社に列格し、社号を阿沼美神社に改めた。

## 阿沼美神社 (味酒町)

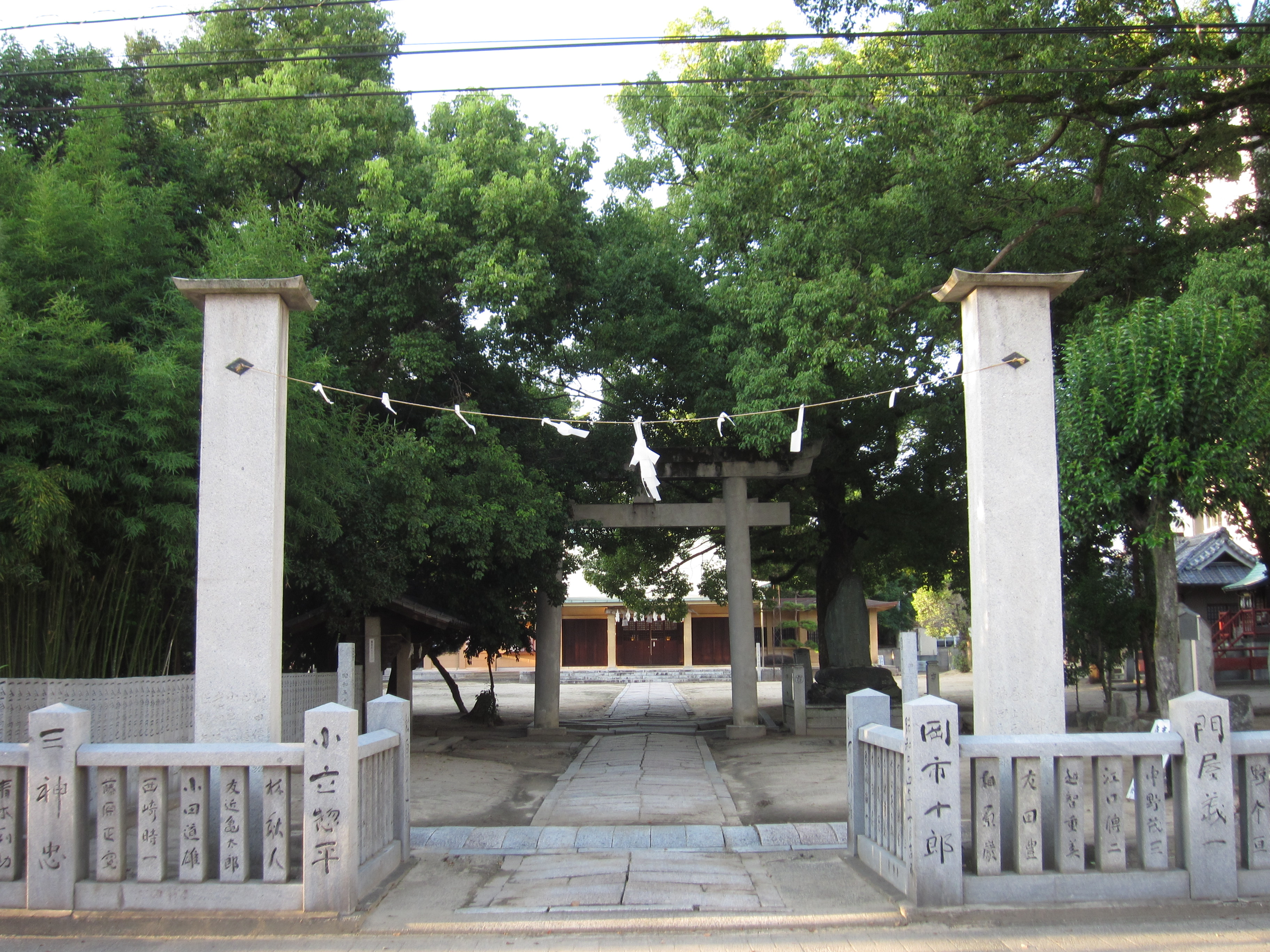
入り口

阿沼美神社（あぬみじんじゃ）は、愛媛県松山市味酒町にある神社。旧社格は県社。神紋は「傍折敷角切縮三文字」で、河野氏の家紋に同じ。

### 祭神
主祭神
- 大山積命 （おおやまづみのみこと）
- 高龗神 （たかおかみのかみ、龗は靈の巫を龍にした字）
- 雷神 （いかずちのかみ）
- 味耳命 （うましみみのみこと） - 高御魂命八世の裔孫だが事蹟不詳。久米氏や伊予の久味国造の遠祖。

合祀
- 面足神 （おもだるのかみ）
- 惶根神 （かしこねのかみ）
- 神八井耳尊 （かみやいみみのみこと）

### 歴史
社伝によれば、越智守興が天智天皇3年（664年）に創建したとされる。味耳命の後裔である久米氏の氏神でもあったとされる。もとは現在松山城の建つ勝山の頂上にあり、「勝山三島大明神」とも称していた。慶長7年（1602年）加藤嘉明が松山城を築く際、味酒村に移されたことから「味酒神社」と称するようになった。
その後も歴代松山藩主から篤く崇敬された。当時、味酒神社の行宮所は堀之内の西ノ馬場と城山東麓の杉谷にあり、それぞれ松山城の裏鬼門・表鬼門とされていた。また、通りを南に一つ隔てた曹洞宗江勝山雲祥寺は、明治4年（1871年）の神仏分離令が出るまで、阿沼美神社の別当寺として社僧が仕えていたとされる。
元禄14年（1701年）に社殿を改造。
明治3年（1870年）、式内社・阿沼美神社とされて近代社格制度において県社に列格し、社号を旧称の「阿沼美神社」に復した。
昭和20年（1945年）7月の松山空襲で、社殿など数多くの建物が焼失し、昭和32年（1957年）8月、鉄筋コンクリートの社殿が完成した。

### 境内
- 本殿
- 拝殿 - 内部には、旧伊予松山藩藩主の嫡流で元愛媛県知事の久松定武が揮毫した社号の額面が掲げられている

### 摂末社
境内東側（本殿側より）
- 金刀比羅神社 （ことひらじんじゃ）

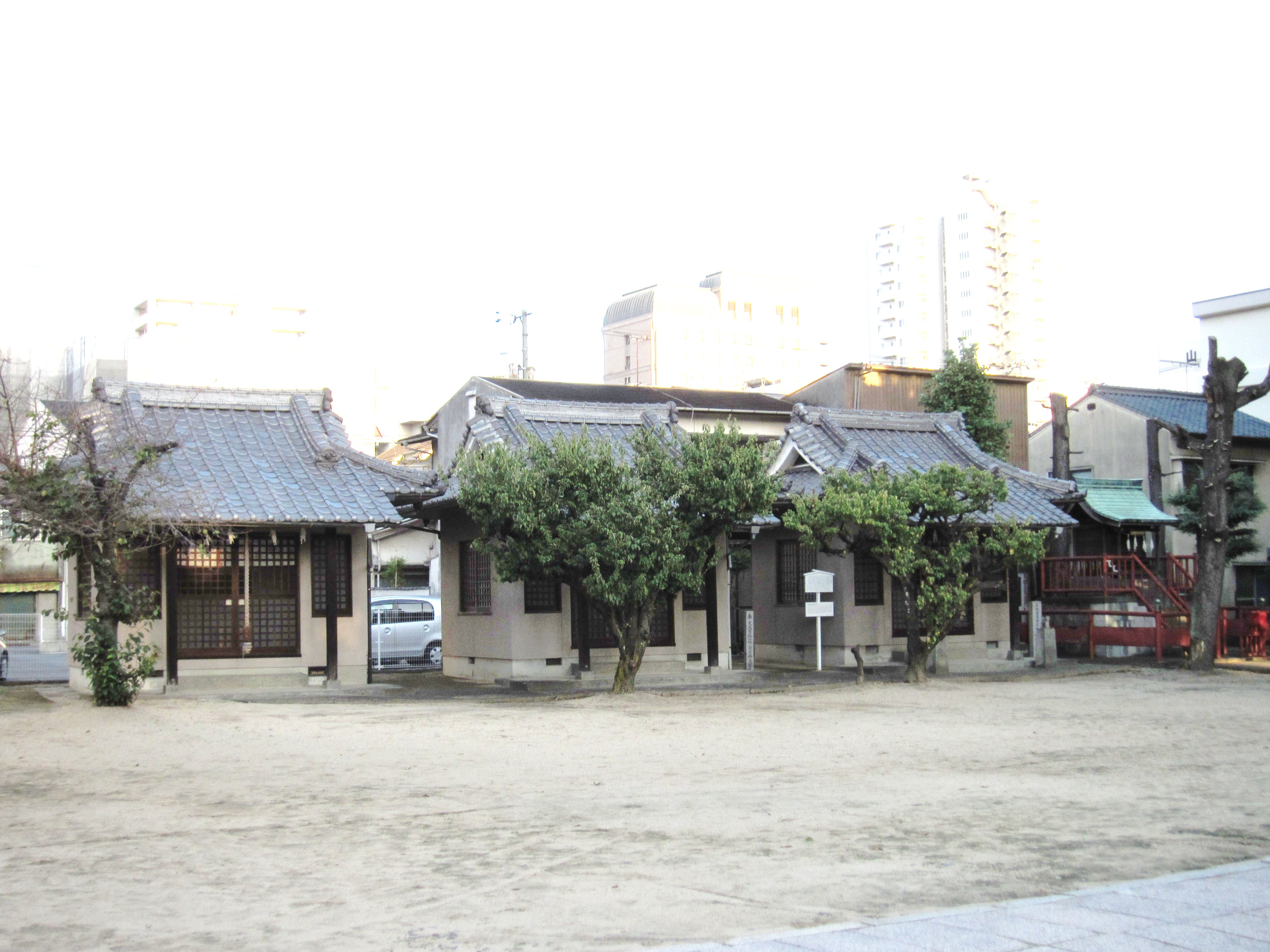
境内の摂末社

  - 祭神：大物主命　（合祀）盤長姫命・大山作命・木花咲耶姫命・手置帆負命
- 味酒天満神社 （みさけてんまんじんじゃ）
  - 祭神：菅原道真　（合祀）平景清
  - 道真公の門弟味酒安行が創建。味酒天神祭（献書展）として、7月24日に宵宮祭と奉納箏曲の夕べ、7月25日に例大祭、御神楽之儀が行われる。
- 勝山八幡神社 （かつやまはちまんじんじゃ）
  - 祭神：品陀和氣命（八幡神）・武甕槌命・市杵島姫命・田心姫命・瑞津姫命
  - 松山八社八幡の八番社にあたる。
- 伊余夷子神社 （いよえびすじんじゃ）
  - 祭神：蛭子命

境内西側
- 稲荷神社
  - 祭神：倉称魂命　（合祀）素盞嗚命・大市姫命

### 主な祭事
- 元旦祭（1月1日）
- 祈年祭（2月17日）
- 如月祭（2月25日）
- 初午祭（旧2月上午の日）
- 社日祭（3月上午の日）
- 夷子祭（4月20日）
- 夏越祭（6月30日）
- 天神祭（7月24日、7月25日）

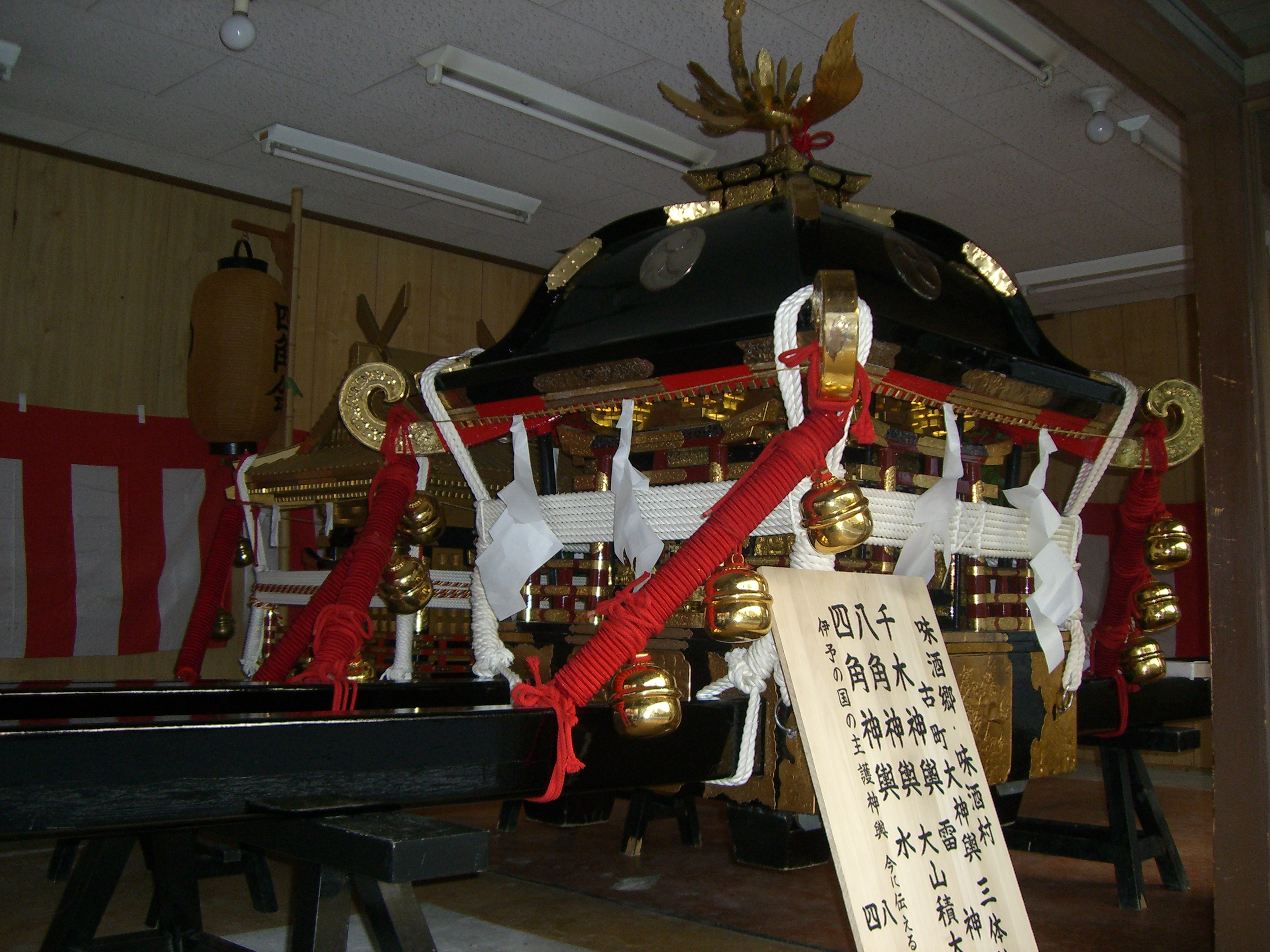
四角神輿（手前）と千木神輿

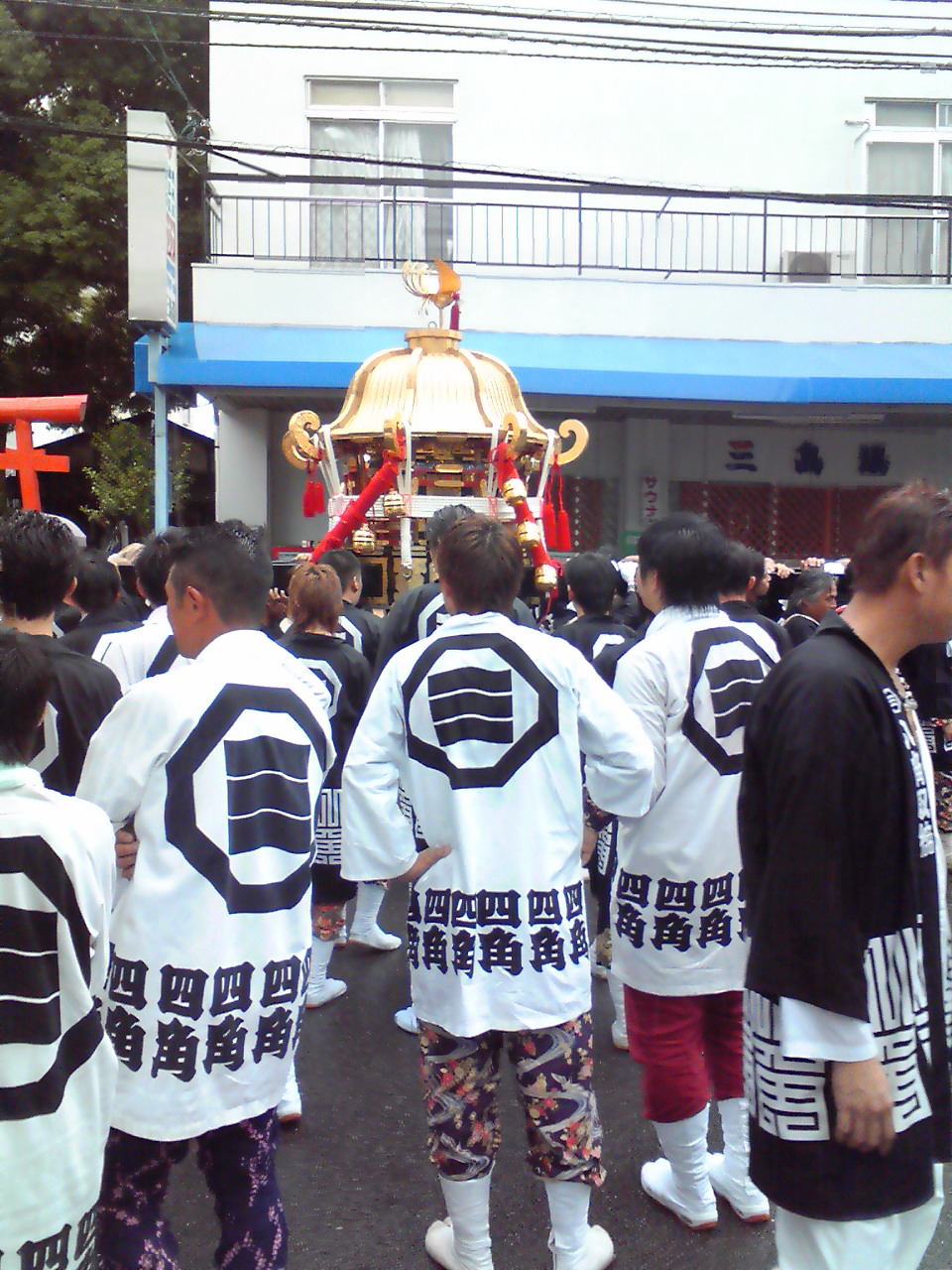
八角神輿

- 例祭（10月5日に宵宮祭、10月6日に古式之例大祭、10月7日に神幸祭（後宮祭））

神幸祭では、雷神の千木神輿（金色の神明造り型）、大山積命の八角大神輿（金色の高御座型））、高龗神の四角大神輿（黒色の通し屋根型（一般的な四角形の神輿））の順で三体の神輿が宮出しされ、そのうち四角、八角の二体の喧嘩神輿（鉢合わせ）で知られる。往古は、八角が村方（農民）、四角は町方（町民）が担ぐとされていたという。（四角会大神輿）
旧松山市内の秋祭りの時期（多くの神社が同日の10月7日に神幸祭がある）には、三橋美智也の神輿音頭が各所で流されており、歌詞に四角、八角の鉢合わせが歌われている。
- 金刀比羅祭（11月10日）
- 新穀感謝祭（11月23日）

- 6月30日の夏越大祓式と7月24日の味酒天神祭宵宮には、隣接する萱町商店街で輪越夜市、天神夜市が夕方より開催され露店が出店し多くの人が集まる。

### 現地情報
所在地
- 愛媛県松山市味酒町3-1-1

交通アクセス
- 最寄駅：伊予鉄道高浜線、城北線・大手町線（市内電車） 古町駅 （下車5分）
- 伊予鉄道本町線（市内電車） 本町四丁目停留場 （下車5分）

周辺施設
- 出雲大社松山分祠
- 大林寺 - 松山藩主松平家の菩提寺

## 阿沼美神社 (平田町)

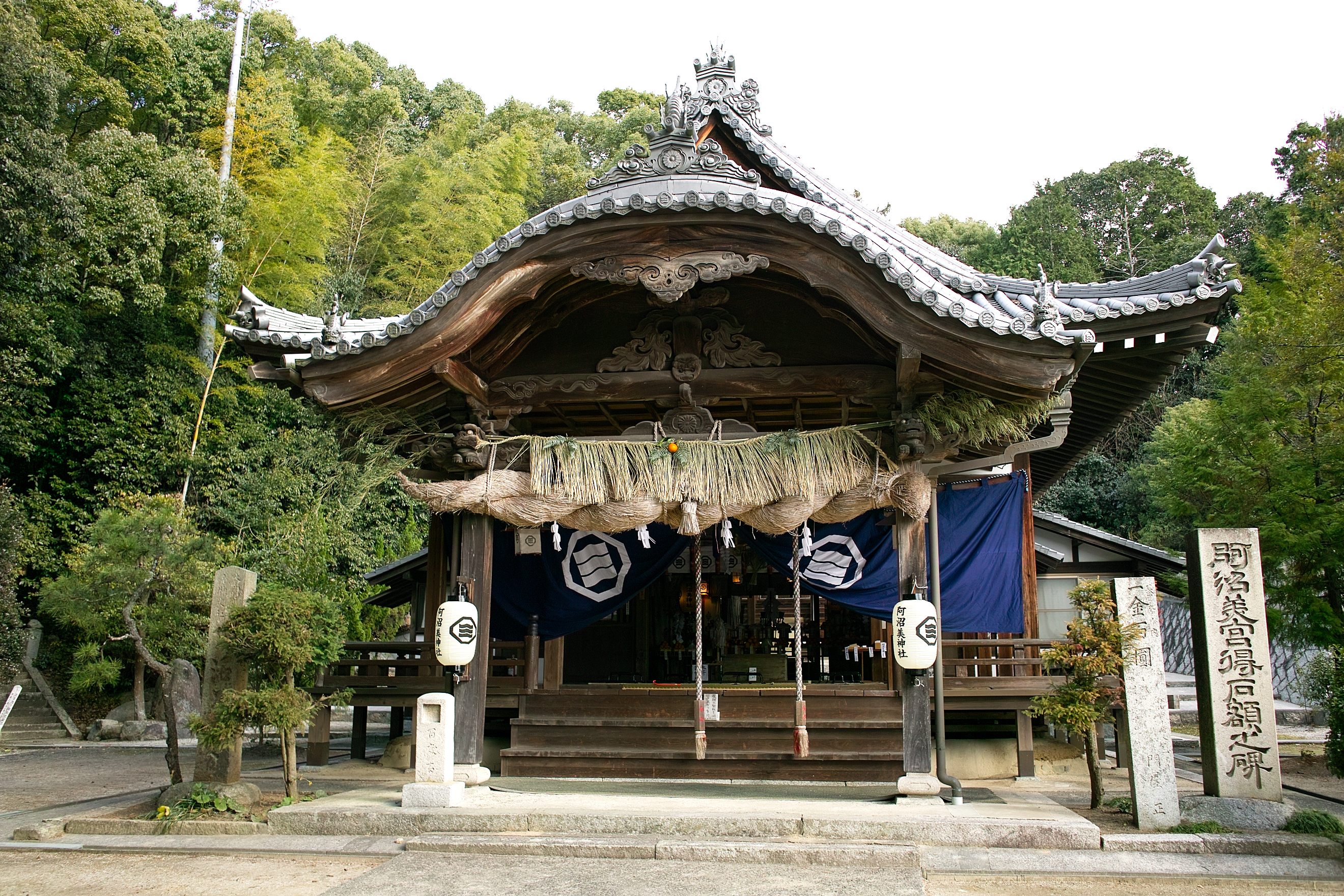
拝殿

阿沼美神社（あぬみじんじゃ）は、愛媛県松山市平田町にある神社。旧社格は郷社。

### 概要
社伝によれば、当地は景行天皇の皇子で伊予御村別氏の祖である武国凝別命、日本武尊の子で伊予別君の祖である十城別王が居住した場所で、歴代の伊予別君が阿沼美神を祀っていたとされる。
その後、河野氏が大山祇神を合祀して「阿沼美三島大明神」と改め、のち「阿沼美三島新宮」と称した。しかし、河野氏滅亡後は単に「三島新宮」と呼ばれるようになったという。
天明2年（1782年）本殿より「阿沼美三島新宮」という棟札が見つかった。さらに天保4年（1833年）社前にある神橋の地下から、延文5年（1360年）のものとされる「阿沼美宮」と彫られた石額が掘り出された。そこで、翌天保5年（1834年）吉田家から式内社・阿沼美神社とする裁許を受け、社号を改めた。

### 祭神
- 大山祇命
- 月読命
- 高龗神
- 雷神

### 摂末社
- 貴布祢神社・十六皇子神社・神殿神社合殿
- 阿奈波大明神・稲荷神社・多賀大神宮合殿

### 現地情報
所在地
- 愛媛県松山市平田町宮内983

交通アクセス
- JR四国予讃線 伊予和気駅 （徒歩約20分）